# La aventura del hombre
La aventura del hombre fue un prestigioso ciclo de documentales de la televisión argentina, producido por Artear, que mostraba didácticamente la diversidad natural y cultural de diferentes regiones de Argentina y América del Sur.
El programa fue emitido por Canal 13, durante 20 temporadas, primero los lunes a las 21:00 (1981-1997) y luego los domingos a las 19:00 (1998) y 18:00 (1999-2000). Contaba, para la realización de los programas nacionales, con la producción ejecutiva y realización, de Carlos Fernando Ries Centeno, los guiones de Guillermo Hardwick y Marta Diana, la presentación en sus orígenes del creador del ciclo, el Reverendo Padre Ismael Quiles (S.J), posteriormente Mario Grasso y Guillermo Emilio Magrassi  y la locución de Ernesto Frith (1981-1995) y posteriormente, Luis Garibotti  (1995-2000).
La única cámara utilizada en las grabaciones de exteriores estaba operada por el prestigioso y recordado Ángel Libonatti, quien supo imprimir con sus imágenes un estilo característico a cada producción nacional. El resto del equipo de exteriores estaba integrado por Eduardo Terrile, Jorge Sanders y Osvaldo Penas, como director de cámara, operador de video y editor, respectivamente, y Osvaldo Marino como microfonista.

## Historia
La historia del ciclo se originó en 1979, estando Canal 13 a cargo del Estado Nacional, cuando el sacerdote jesuita Ismael Quiles realizó un programa de televisión, al que bautizó como La aventura del hombre, en el que debatía con personalidades extranjeras sobre su país de origen y se emitían fragmentos de material fílmico de los mismos. En 1980 se comenzó a idear la producción de documentales en el país.
En el año 1981, Carlos Fernando Ries Centeno, reemplazó el material fílmico extranjero en uno de los cuatro programas mensuales y conformó el grupo de documentalistas local que se entrenó durante largo tiempo de forma tal que cada uno de los integrantes del equipo estaba capacitado para cubrir las funciones de cualquiera de los otros. Debutaron con un trabajo de dos episodios sobre los áridos Valles Calchaquíes. Además, recorrieron diversas geografías, desde la inhóspita Antártida, hasta las profundidades del mar en las Islas Galápagos, pasando por la desértica Puna, la Isla Martín García, los glaciares de la Patagonia, la fauna de la Península Valdés, los Esteros del Iberá, la exuberante selva amazónica, la convivencia con los Indios Colorados de la selva ecuatoriana, las alturas andinas de Tiwanaco, la Isla de los Estados y sitios históricos como la Cárcel de Ushuaia y las ruinas de Machu Pichu, en una época en que los equipos de filmación, edición y traslado no eran aptos para el trabajo en exteriores.
Asimismo, en las postrimerías de la Guerra de las Malvinas, el equipo se trasladó a Puerto Argentino donde registró el primer lanzamiento argentino de misiles Exocet MM 38 en acciones de combate, desde una plataforma terrestre improvisada por el capitán J. Pérez.
Los documentales se realizaron con base científica, siempre con la participación de un especialista en los distintos temas tratados, dando forma a un clásico de producción documental de alta calidad reconocido ampliamente por el público, llegando a tener picos de hasta 28 puntos de índice de audiencia[cita requerida], lo que le permitió mantenerse en el aire durante 19 años y ser uno de los más premiados de la pantalla nacional.
El ciclo contaba con un equipo de alto costo: cámaras, grabadores digitales, monitores de alta resolución, micrófonos de distintas características, gomones con motores fuera de borda, un generador de corriente eléctrica, originalmente dos Jeeps Land Rover 4x4 posteriormente reemplazados por dos camionetas Ford F-150 4x4 todo terreno, raciones de comida (específica para las características geográficas de cada región), pastillas potabilizadoras, equipo de primeros auxilios, elementos de campamento, botes neumáticos, equipos de montañismo, equipos de buceo autónomo y un estuche estanco de acero inoxidable para una cámara Ikegami, el que fue construido en el canal por el Ingeniero Juan Carlos Guidobono. Además, los integrantes del equipo hicieron un curso de primeros auxilios antes de ir al campo y la participación de mujeres estaba reservada exclusivamente para científicas.
El documental sobre el hallazgo de los restos del templo de Cleopatra, de dos horas de duración, fue el más costoso. Se utilizaron una serie de recursos que incluyeron efectos especiales realizados con computadoras que se utilizaron para reconstruir las dimensiones de un edificio de aquella época. Vale decir, que un documental costaba entre 70.000 y 200.000 dólares, una suma considerable para la producción local.

## Camionetas Orca I y II
Las camionetas Ford F-150 4x4 reemplazaron a los Jeeps Land Rover 4x4, que se utilizaron entre 1981 y 1989; fueron nombradas de esa forma, en homenaje al documental Orcas, galardonado a nivel internacional en 1988. Fueron compradas en 1990 por Artear, para transportar al personal y sus equipos de iluminación y filmación. Además, prestaron servicio durante una inundación en Entre Ríos, antes de empezar a rodar para el programa.
Para la realización de los documentales, a ambas camionetas se les cambió la caja de 3 cambios por una caja de 4ª, con palanca al piso y palieres flotantes en el tren trasero; también se les colocaron cúpulas metálicas, un adicional de faros para mejorar la iluminación y se reemplazaron los paragolpes delanteros por paragolpes con defensa y malacate incorporados. Por delante del travesaño del motor y paralela al mismo, se les colocó una barra como refuerzo adicional. Además, a la camioneta Orca I, se le hizo un refuerzo en el travesaño del motor por rajaduras.
Una vez finalizado el programa, las camionetas fueron alojadas en un depósito; entonces, uno de los camarógrafos del programa, Ignacio Murillas, inició conversaciones con autoridades de Artear, comprando finalmente la camioneta Orca I. Este vehículo, tiene más de 2.500.000 kilómetros recorridos; actualmente conserva su aspecto original, pero tiene ciertos detalles de renovación que Murillas le realizó luego de comprarla.

## Reconocimientos
El programa fue muy aceptado por el público y la crítica, llegando a ser utilizados los documentales por los docentes para dar sus clases. Los programas de producción y realización nacional fueron los primeros en su tipo producidos en la Argentina y su altísima calidad y renovación constante le posibilitó ser el ciclo más premiado de la televisión argentina; en total, obtuvo más de 40 premios nacionales e internacionales. Alcanzó la consagración absoluta, con el Premio Bronce Medall en el XVIII «Festival Internacional de Televisión y Cine de Nueva York», en 1988, por el documental Orcas (Killer Whale), el más premiado de la historia del ciclo.
Cabe destacar que dicho galardón fue entregado por el equipo de producción, al Reverendo Padre Ismael Quiles, en su carácter de creador del ciclo y en señal de reconocimiento de quienes, siguiendo su camino, años más tarde hicieron posible la realización en el país de este tipo de documentales.
También fue declarado de Interés Nacional por el Gobierno Nacional, y de Interés Público por el Gobierno de la Ciudad Autónoma de Buenos Aires y de Interés educativo, por el Ministerio de Educación de la Nación.

## Continuidades
En el año 1996, las autoridades de Canal 13 decidieron emitir en la señal satelital, con llegada al Interior del país, "continuidades", o sea un video para cubrir el espacio entre la pausa publicitaria y la programación y así esperar que Canal 13 de Buenos Aires terminara su pausa. Hasta ese entonces, se colocaba una placa estática identificatoria, con el logotipo y el número 13 en el centro y debajo la leyenda "LS 85 TV CANAL 13 BUENOS AIRES ARGENTINA". La placa fue reemplazada por una continuidad, con imágenes del programa, que era renovada regularmente.
Entre 1996 y 2010, se utilizaron 4 continuidades diferentes:
- 1996-2000: video que exhibía durante gran parte del mismo, a las camionetas Orca I y Orca II atravesando distintos paisajes; también se podía observar la fauna y a personas trabajando, en distintas regiones de la Argentina. Es la continuidad más recordada por el público del Interior del país, por el tema utilizado: Mystical Force, de Ocarina.[8]
- 1996-2000: con el tema Here & Never Found de Ray Lynch.[9]
- 1996-2001: video que mostraba la fauna y la flora del país, con el tema Bring me back a song, de Nightnoise.[10]
- 1996-2006 y 2008-2010: video que mostraba, en algunas partes, a las camionetas atravesando paisajes de distintos lugares de la Argentina. Otra continuidad muy recordada por el tema, tocado a piano: Pastoral Colours, de Robert Baldwin.[11]